# Microsoft Paint
Microsoft Paint (numit uneori prescurtat Paint) este o aplicație care se utilizează pentru crearea și editarea desenelor. A fost precedat de Paintbrush, nume utilizat în Windows 3.1x.
Paint este un instrument care poate fi utilizat pentru desene și editarea simplă a imaginilor. Aplicația Paint a fost introdusă în fiecare versiune Microsoft Windows, începând cu Windows 1.0, care a fost lansată în 1985. Acum aplicația are aproximativ aceleași caracteristici în Windows 7, Windows 8.1 și Windows 10. Totuși, în comparație cu versiunile anterioare, Paint a fost modificat și îmbunătățit semnificativ, după mulți ani de stagnare, devenind un instrument pentru editarea simplă a imaginilor demn de luat în considerare.
Paint este un program simplu de desenare, care creează, editează și tipărește imagini de tip hartă de biți (bitmap) in diverse formate.
Aplicația Paint face parte din grupul de aplicatii Accesories al sistemului de operare Windows. Desenele pe care le creați le puteți insera și in alte aplicații ale sistemului de operare Windows (de exemplu WORDPAD), sau alt program care permite inserarea de imagini preluate din memoria Clipboard.
Lansarea progremului se realizează astfel: Start -Programe - Accesorii -